# Patrizia e il dittatore
Patrizia e il dittatore (Storm in a Teacup) è un film del 1937 diretto da Ian Dalrymple e Victor Saville.

## Trama
A causa di una tassa non pagata, una ambulante si vede sequestrare la sua cagnetta Patrizia. Un giornalista che ha assistito alla scena ne crea un caso che potrebbe rovinare la rielezione del sindaco e compromettere la sua carriera politica. 
Il giornalista viene citato in giudizio, ma proprio in tribunale la figlia del sindaco, che se ne è innamorata, dichiara di essere sua moglie per non essere costretta a testimoniare contro di lui. Il sindaco ritira la denuncia verso quello che ritiene suo genero ed il matrimonio, una volta chiarito l'equivoco, si celebra veramente.